# Hotel Victoria Falls
El Hotel Victoria Falls (en inglés: Victoria Falls Hotel) es un hotel histórico en Victoria Falls, Zimbabue. El hotel está situado en un área espectacular, con vistas en un extremo de la Segunda garganta y el puente Victoria Falls desde su terraza. El hotel fue inaugurado en 1904 para acomodar a los pasajeros en un ferrocarril de nueva construcción, parte del tren planeado del Cabo a El Cairo. Más tarde fue un punto de parada para el servicio de transporte volador BOAC entre Southampton y Sudáfrica. El hotel ha alojado a los visitantes reales en varias ocasiones, incluyendo el rey Jorge VI y su familia en abril de 1947. 